# La Tentation de saint Antoine (pel·lícula de 1898)
La Tentation de saint Antoine és una pel·lícula del director francès Georges Méliès, estrenada en 1898. Ambientada en la història d'Antoni Abat, eremita del segle IV, desenvolupa la idea de les temptacions a les quals és posada a prova la seva fe i pietat. El film és realitzat amb la tècnica del stop trick, i segons Michael Brooke de BFI Screenonline, introdueix al cinema elements religiosos completament nous.

## Trama
Una dona, després dues, i després tres, intenten temptar a Sant Antoni.
Les oracions d'Antoni Abat en una cova del desert es veuen interrompudes per l'aparició sobtada d'una jove donzella, a qui expulsa abans dea el seu llibre d'oracions. Posteriorment, dues donzelles apareixen a cada costat d'ell només per a ser ràpidament bandejades. L'home besa una relíquia d'un crani sol perquè es converteixi en una tercera dona, qui es reuneix amb les altres per a envoltar-ho abans de desaparèixer. El sant s'agenolla davant una imatge de Crist a la creu només perquè aquest es transformi en una de les donzelles. Finalment, és salvat per l'aparició d'un àngel, que fa que tot torni a la normalitat.

## Producció
El tema artístic popular de La temptació de sant Antoni ja havia estat filmat l'any 1896 per Eugène Pirou, inclosa la imatgeria en què el Crist crucificat es transforma en temptadora. En la versió de Méliès, ell mateix interpreta Sant Antoni, i Jehanne d'Alcy apareix com una de les tres temptadores. Els efectes especials es treballen utilitzant exposició múltiple i escamoteigs. El teló de fons de la cova és un dels primers precursors, amb una pinzellada àmplia d'alt contrast, dels complexos conjunts de grutes que apareixen a moltes pel·lícules posteriors de Méliès.

## Temes
La Tentation de saint Antoine és una de les dues pel·lícules de Méliès amb un tema principal religiós; l'altre, Le Diable au couvent, es va estrenar l'any següent. Ambdues pel·lícules tenen una forta inclinació anticlerical, amb l'historiador del cinema John Frazer comentant que La temptació  "és interessant pels seus matisos satírics, fins i tot herètics". Méliès gairebé segur que estava d'acord amb les emocions antieclesiàstiques predominants durant l'afer Dreyfus el 1898 i el 1899; Méliès va donar suport al cas d'Alfred Dreyfus, jutjant-lo amb precisió com a innocent dels seus suposats crims, ja que l'Església s'oposava a Dreyfus. La sèrie de pel·lícules de Méliès L'Affaire Dreyfus, fetes durant el mateix període, també va adoptar una posició fortament pro-Dreyfus.

## Estrena
La Tentation de saint Antoine es va completar a l'hivern de 1898–1899. Va ser estrenat per la Star Film Company de Méliès i comptava amb el número 169 als seus catàlegs; la llista més antiga en anglès dona el títol com a Temptation of Saint Anthony, sense un article inicial. Segons els records posteriors de Méliès, quan es va projectar la pel·lícula en un recinte firal de París, la Foire du Trône al Cours de Vincennes, el Prefecte de Policia es va indignar pel sacrilegi i va fer retirar la pel·lícula de la factura.